# Fernmount
Fernmount är en ort i Australien. Den ligger i kommunen Bellingen och delstaten New South Wales, i den sydöstra delen av landet, omkring 410 kilometer nordost om delstatshuvudstaden Sydney. Orten hade 444 invånare år 2021.
Närmaste större samhälle är Nambucca, omkring 19 kilometer söder om Fernmount. 